# إدوارد إيرل فيل
إدوارد إيرل فيل (بالإنجليزية: Edward Earle Vaile)‏ هو فلاح نيوزيلندي، ولد في 3 مارس 1869، وتوفي في 11 يناير 1956 في أوكلاند في نيوزيلندا.